# Wróblowa (skały)
Wróblowa – trzy skały w grupie skał Smolenia i doliny Udorki, we wsi Złożeniec w województwie śląskim, w powiecie zawierciańskim, w gminie Pilica, na Wyżynie Częstochowskiej będącej częścią Wyżyny Krakowsko-Częstochowskiej. 
Skały grupy Wróblowej znajdują się  w lesie na bezimiennym wzgórzu na orograficznie prawym zboczu Doliny Wodącej, po przeciwległej stronie Zegarowych Skał. Najłatwiej można do nich dojść od niewielkiego miejsca postojowego samochodów przy drodze od Zamku w Smoleniu w kierunku Zegarowych Skał, następnie niebieskim szlakiem turystycznym. Skały znajdują się poza szlakiem. Na przełęczy, tuż za tablicami ścieżki edukacyjnej nieznakowana ścieżka po lewej stronie szlaku wyprowadza na szczyt wzniesienia ze skałami. 
Na szczycie wzniesienia znajduje się wiele skał zbudowanych z twardego wapienia skalistego. Na trzech największych uprawiana jest wspinaczka skalna. Są to skały Wróblowa I, Wróblowa II i Wróblowa III. Mają połogie, pionowe lub przewieszone ściany o wysokości od 16 do 25 m. Są w nich kominy, filary i zacięcia. Łącznie jest na nich 13 dróg wspinaczkowych o trudności od VI do VI.5+ w skali Kurtyki. Poprowadzone zostały w latach 2008–2011. Większość dróg ma zamontowane stałe punkty asekuracyjne: ringi (r) i stanowiska zjazdowe (st). Ich popularność wśród wspinaczy skalnych jest średnia. 
Wróblowa I

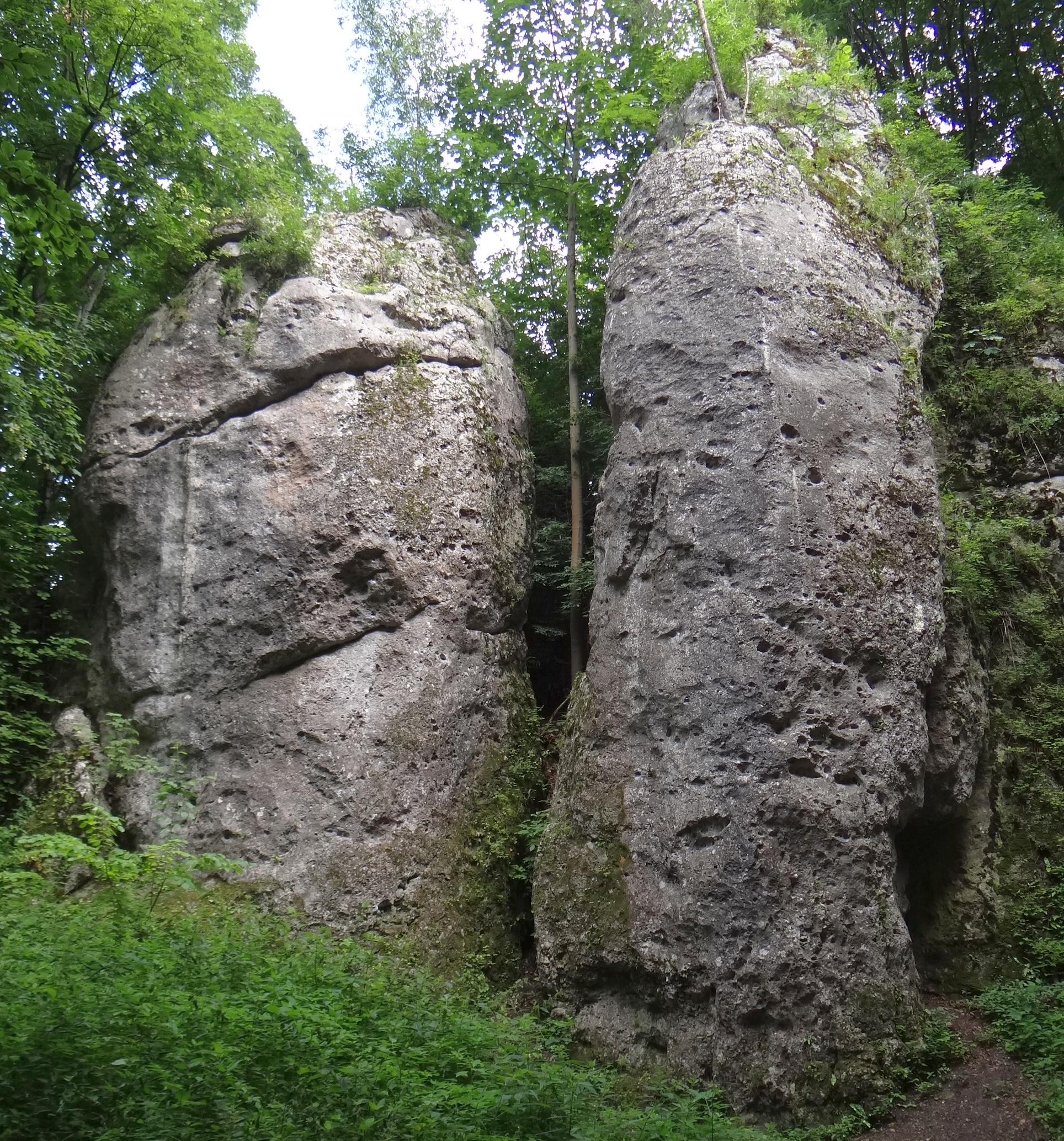
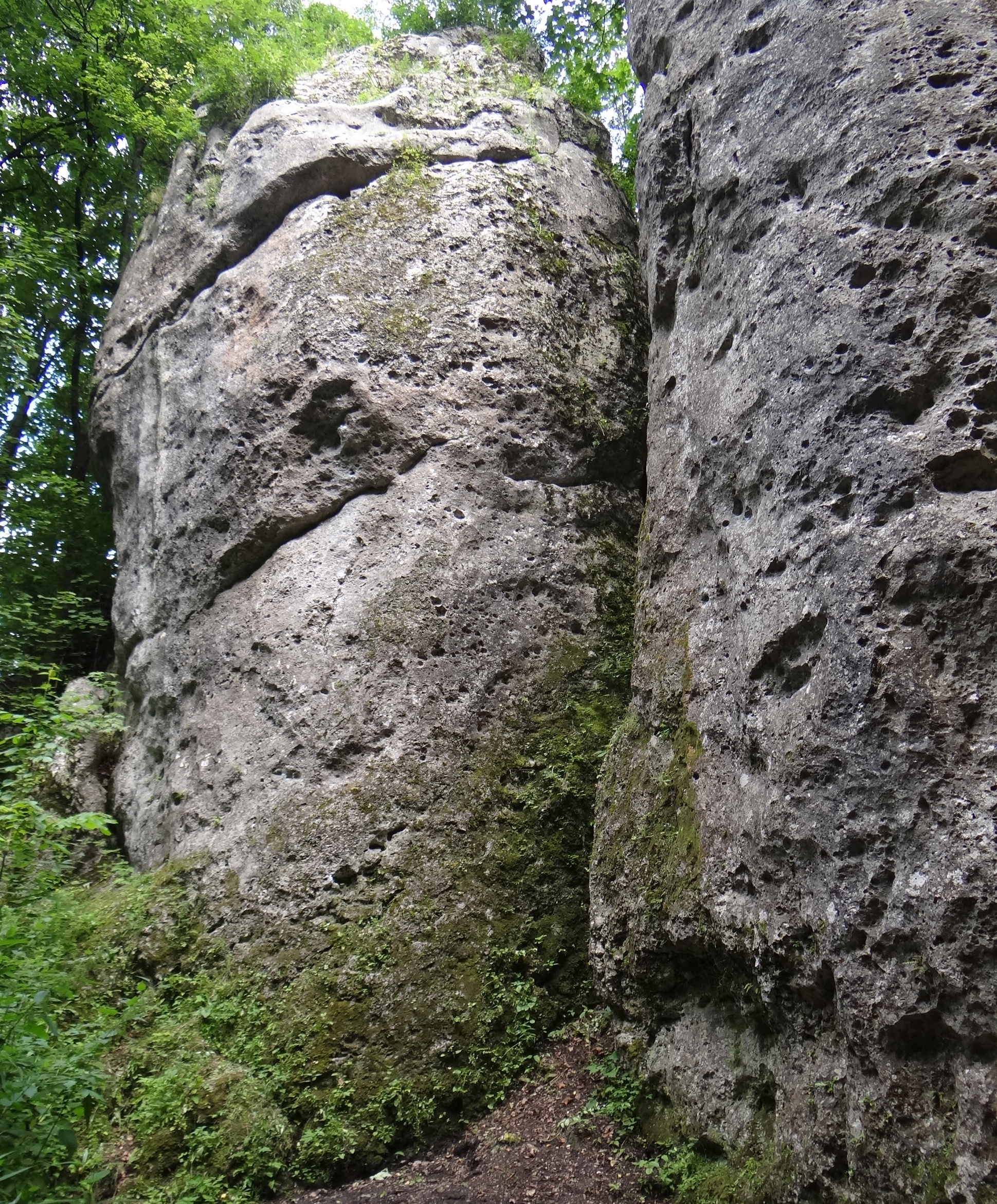
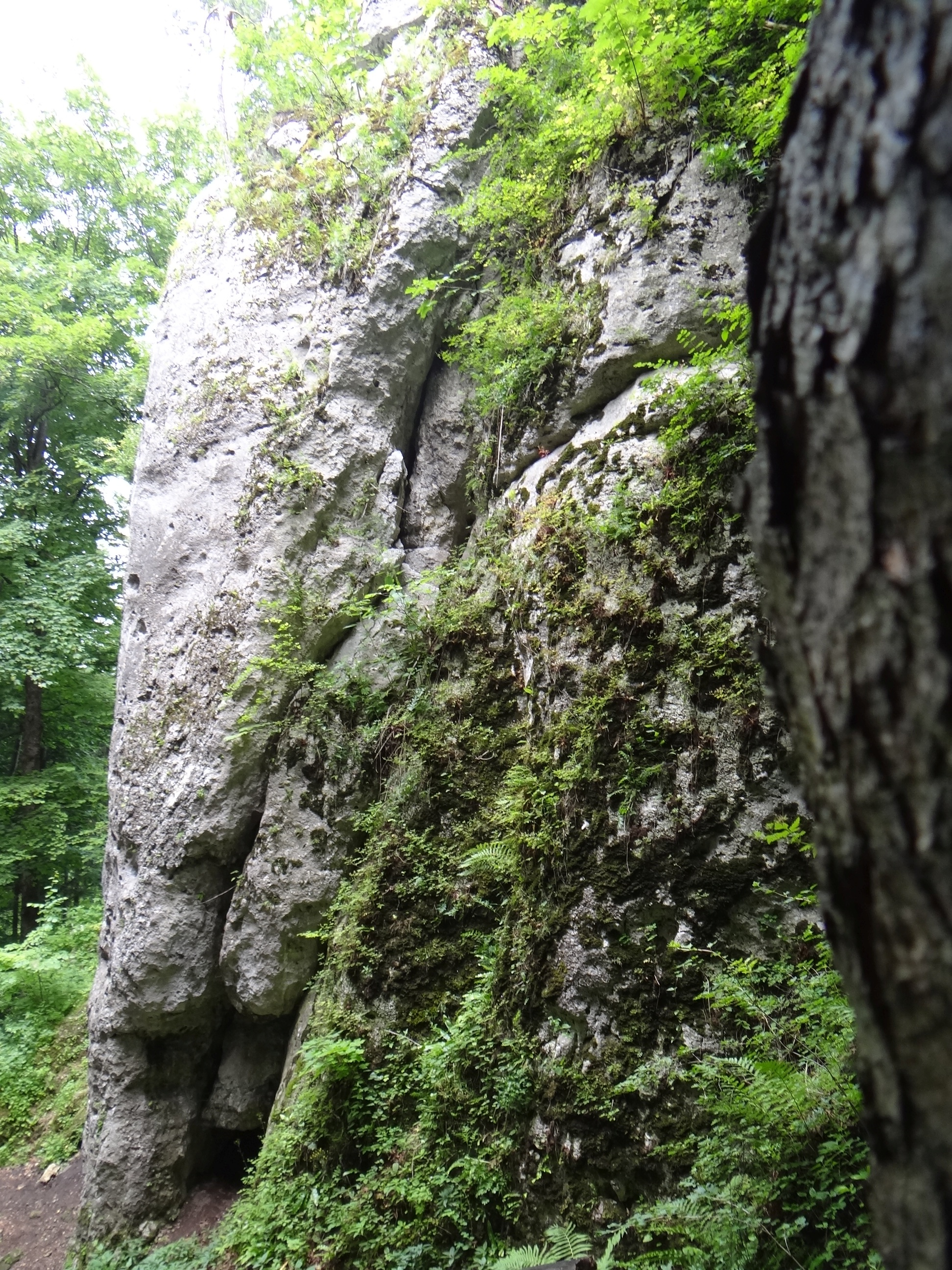
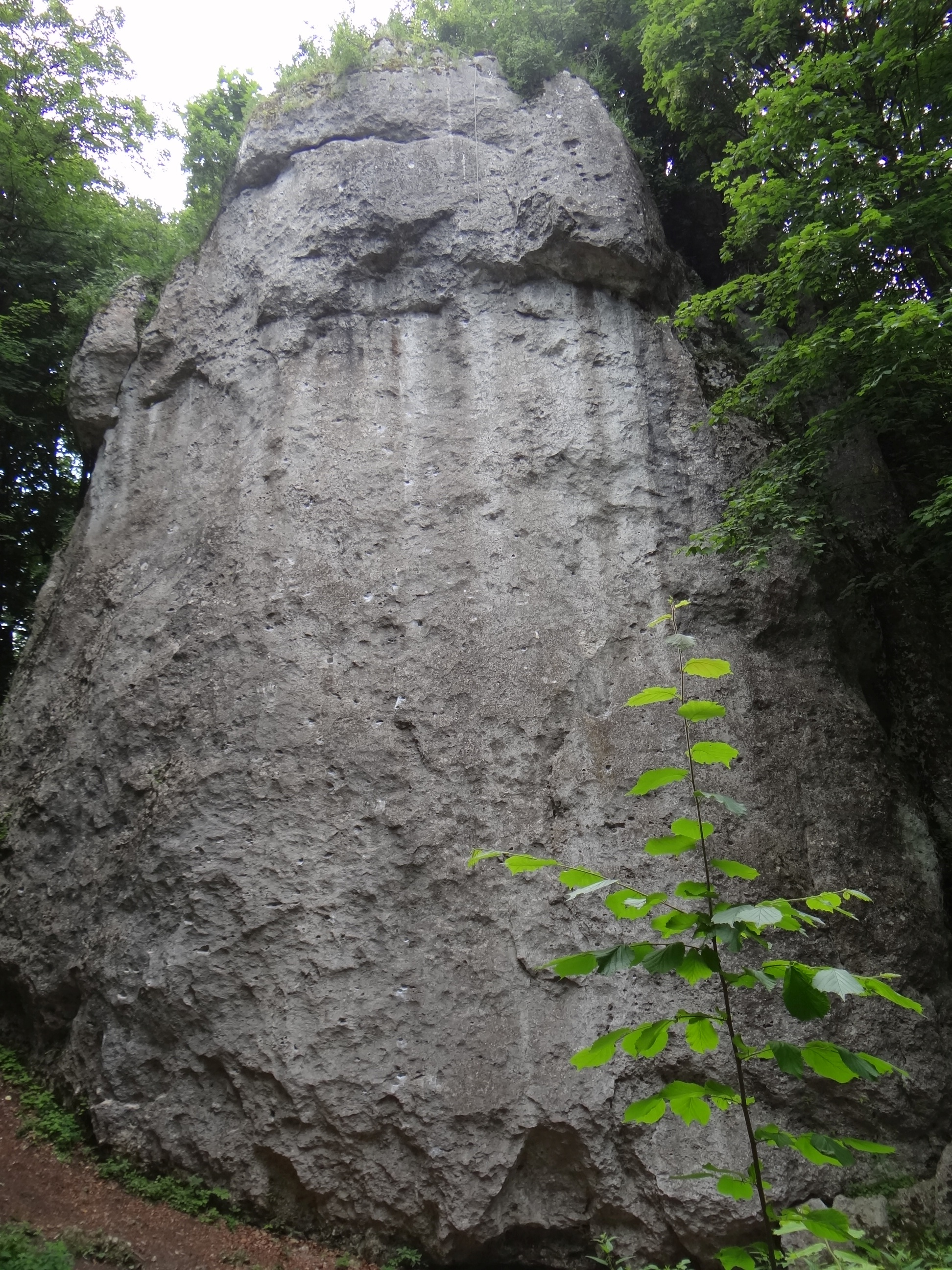

1. Merlot; 6r + st, VI.2, 6r +st, 25 m
2. Pinot Noir; 7r + st, VI.3, 25 m
3. Cabernet Sauvignon; 7r + st, VI.4/4+, 25 m
4. Pasia grypa; 8r + st, VI.5, 25 m
5. Przygód kilka wróbla Ćwirka wprost; 10r + st, VI.4+/5, 25 m
6. Malowany Ptak; 8r + st, VI.5+, 25 m
7. Złoty bażant; 8r + st, 25 m
8. Wróbelek Elemelek; 5r + st, VI.4+, 25 m
9. Kurcze blade; 6r + st, VI.3+, 25 m

Wróblowa II
1. Wróbel w garści; 4r + st, VI+/1, 25 m
2. Sroka na dachu; 7r + st, VI.1+, 25 m

Wróblowa III
1. Ptasie radio; 5r + rz, VI.1+, 15 m
2. Ptasia rozgrzewka; 4r + rz, VI+, 15 m[4].